# L'Incertitude du poète
L'Incertitude du poète (en italien : L'incertezza del poeta) est une huile sur toile peinte par l'artiste italien Giorgio De Chirico, en 1913 et conservée à la Tate Modern de Londres depuis 1985.

## Expositions
- Giorgio de Chirico, aux origines du surréalisme belge. René Magritte, Paul Delvaux, Jane Graverol, Beaux-Arts Mons, Mons, 2019 — no 1, p. 75.